# Uniqa Classic
De Uniqa Classic was een meerdaagse wielerwedstrijd door Oostenrijk.

## Geschiedenis
Van het begin van de wedstrijd in 1953 tot 1998 stond de wedstrijd bekend onder de naam Wien - Rabenstein - Gresten - Wien. Van 1953 tot en met 1995 was het een koers voor amateurs. In 1996 was de Nederlander Léon van Bon de eerste prof die deze wedstrijd won. De route was in de eerste jaren (1953-1973, met 1955 als enige uitzondering, dat jaar werd er nog een 3e koers rond Gresten georganiseerd) altijd hetzelfde: in de eerste etappe reed men van Wenen naar Gresten en in de tweede etappe reed men van Gresten naar Wenen. Vanaf 1974 bestond de koers uit drie of vier etappes, en werden er ook andere plaatsen aangedaan als start en/of finishplaats.
In 2001 werd de vierdaagse rittenkoers omgedoopt tot Uniqa Classic, genoemd naar de sponsor - een Oostenrijks verzekeringsbedrijf. De wedstrijd hield het nog vijf edities uit. In 2005 maakte de wedstrijd deel uit van de UCI Europe Tour, waar het een 2.1-status had, Bram de Groot won deze laatste editie.

## Winnaars
| - 2005 Bram de Groot - 2004 Kjell Carlström - 2003 Roger Hammond - 2002 Adam Homolka - 2001 Maurizio Vandelli - 2000 Maurizio Vandelli - 1999 Maurizio Vandelli - 1998 Niki Aebersold - 1997 Roberto Pistore - 1996 Léon van Bon - 1995 Andreas Lebsanft - 1994 Franz Stocher - 1993 Georg Totschnig - 1992 Andreas Langl - 1991 Roman Kreuziger - 1990 Dietmar Hauer - 1989 Albert Hainz - 1988 Albert Hainz | - 1987 Johann Lienhart - 1986 Ondrej Glajza - 1985 Johann Lienhart - 1984 Franz Spilauer - 1983 Reinhard Popp - 1982 Helmut Wechselberger - 1981 Christian Pail - 1980 Johann Lienhart - 1979 Hans Summer - 1978 Vendolin Kvetan - 1977 Hans Summer - 1976 Roman Humenberger - 1975 Rudi Mitteregger - 1974 Wolfgang Steinmayr - 1973 Franz Inthaler - 1972 Frantisek Kondr - 1971 Roman Humenberger | - 1970 Manfred Dähne - 1969 Vlado Hajtmann - 1968 Rudolf Kretz - 1967 Roman Humenberger - 1966 Siegfried Huster - 1965 Robert Csenar - 1964 Kurt Schweiger - 1963 Kurt Schattelbauer - 1962 Walter Müller - 1961 Klaus Ampler - 1960 Félix Damm - 1959 Kurt Schweiger - 1958 Walter Müller - 1957 Heinz Klöckl - 1956 Adolf Christian - 1955 Richard Durlacher - 1954 Adolf Christian - 1953 Frank Becksteiner |